# Zjmerynka
Zjmerynka (ukrainsk: Жмеринка, ukrainsk udtale: [ˈʒmɛrɪnkɐ]; russisk: Жмеринка; polsk: Żmerynka; jiddisch: זשמערינקאַ; rumænsk: Șmerinca) er en by i Vinnytska oblast (provins) i det centrale Ukraine. Den fungerer som administrativt centrum i Zjmerynskyj rajon (distrikt), men byen selv er ikke en del af distriktet og er særskilt regnet som en by af regional betydning. Byen har en befolkning på omkring 33.754 (2022) indbyggere.
Zjmerynka ligger i den sydøstlige del af Vinnitsja-regionen, og har et areal på 18,2 kvadratkilometer. Den gennemsnitlige højde over havets overflade er 326 meter.

## Galleri
- Zjmerynka Gymnasium
- Zjmerynka rådhus
- Havryliuk tandklinik
- Sankt Nicholas kirken, Zjmerynka
- Sankt Alexius katedral, Zjmerynka
- Ortodoks katedral, Zjmerynka
- Zjmerynkas jernbanestation, 2018
- Zjmerynkas jernbanestation, 1913
- Historisk postkort
- Gorky park, Zjmerynka